# René Dejonckheere
René Dejonckheere (Brugelette, 9 april 1959 - aldaar, 27 oktober 2022) was een Belgisch volksvertegenwoordiger.

## Levensloop
Dejonckheere werkte als maatschappelijk assistent met kinderen die in aanraking kwamen met het gerecht en was animator van een jeugdhuis.
In 1988 werd hij secretaris van de Ecolo-afdeling van het arrondissement Doornik-Aat-Moeskroen. Van 1991 tot 1995 zetelde hij voor de partij in de Kamer van volksvertegenwoordigers en daardoor ook in de Waalse Gewestraad en de Franse Gemeenschapsraad. Na zijn parlementaire loopbaan werd hij in 1996 maatschappelijk assistent aan het Centrum voor de Bevordering van de Gezondheid in het westen van Henegouwen.
In 2005 werd Dejonckheere secretaris van de Mouvement socialiste athois démocrate, waardoor hij mee aan de basis lag van de lijst FORUM, een linkse scheurlijst die bij de gemeenteraadsverkiezingen van 2006 opkwam in Aat. Van 2006 tot 2008 zetelde hij voor MSAD-FORUM in de OCMW-raad van Aat.